# Terremoto della Bassa California del 2010
Il terremoto della Bassa California fu un sisma di magnitudo 7,2 che colpì nel pomeriggio del 4 aprile 2010 tra Messico e Stati Uniti d'America.

## Il sisma
L'evento tellurico si è originato a sud della località di Guadalupe Victoria nel comune di Mexicali nella Bassa California, Messico, alle ore 15:40:41 ora locale (07:40:41 UTC) del 4 aprile 2010, giorno di Pasqua, ed è durato ben 89 secondi, quindi un minuto e 29 secondi. La magnitudo misurata dall'USGS è di 7,2, a una profondità di 10 km.

### Sciamo sismico
Prima e soprattutto dopo la scossa numerosi terremoti, molti di magnitudo superiore a 5,0 colpirono la zona.
| Data           | Ora      | Magnitudo | Epicentro                    |
| -------------- | -------- | --------- | ---------------------------- |
| 1º aprile 2010 | 11:57:08 | 5.0       | a sud est di Mexicali        |
| 4 aprile 2010  | 15:40:41 | 7.2       | Guadalupe Victoria, Mexicali |
| 4 aprile 2010  | 15:53:19 | 5.2       | tra San Diego e Mexicali     |
| 4 aprile 2010  | 16:07:35 | 5.4       | a sud-ovest di Tecate        |
| 4 aprile 2010  | 16:25:58 | 5.1       | golfo di Malibù              |
| 4 aprile 2010  | 16:36:10 | 5.7       | Yuma                         |
| 8 aprile 2010  | 9:44:23  | 5.3       | nei pressi di Mexicali       |
| 10 aprile 2010 | 6:59:56  | 4.4       | Bassa California             |
| 11 aprile 2010 | 8:03:33  | 4.5       | Bassa California del Sud     |
| 14 giugno 2010 | 9:26:58  | 5.7       | Ocotillo                     |
| 7 luglio 2010  | 10:29:49 | 5.4       | Borrego Springs              |

## Danni e vittime

### Messico
La capitale dello stato della Baja California Mexicali è stata segnalata dal direttore generale della Comisión Federal de Electricidad (CFE) Alfredo Elías Ayub come senza elettricità. Ci sono stati almeno due morti a Mexicali, uno dei quali fu causato da una casa crollata. Almeno 100 persone rimasero ferite a Mexicali e nei suoi sobborghi. Incendi multipli si sono verificati a causa di linee di gas naturale rotte e serbatoi di propano danneggiati, e persone sono rimaste bloccate in edifici crollati a partire dal giorno successivo al terremoto. Si sono verificati gravi danni ai sistemi di irrigazione, con gravi conseguenze per oltre 80.000 ettari di agricoltura nella valle di Mexicali. Le acque sotterranee fluivano in superficie, allagando i campi e danneggiando centinaia di chilometri di canali di irrigazione. Un totale di 25.000 persone sono state colpite dal terremoto. 
La CNN ha riferito che "Le foto di Mexicali hanno mostrato che i lati hanno strappato edifici, pali del telefono rovesciati, strade incrinate e corsie dei supermercati cosparse di cibo caduto dagli scaffali". Danni sono stati riportati anche in un edificio del governo statale in costruzione, e le finestre sono state rotte nella Camera di commercio della città. Secondo il San Diego Union Tribune, il più grande ospedale di Mexicali ha subito danni e stava spostando i pazienti in altre strutture. 
Il terremoto è stato avvertito per circa 40 secondi a Tijuana, Baja California, situata a 174 chilometri (108 mi) a ovest-sud-ovest, dove ha causato l'ondeggiamento degli edifici e l'abbattimento di energia in alcune parti della città. Le famiglie che festeggiavano la Pasqua sono finite fuori dalle case. Un albero in caduta ha danneggiato un serbatoio di acqua della città. I soccorritori che cercavano di raggiungere Mexicali da Tijuana furono rallentati da una frana lungo l'autostrada. Il terremoto ha spezzato l'acquedotto principale che trasporta l'acqua del fiume Colorado da Mexicali a Tijuana, causando limitazioni sull'approvvigionamento idrico a Tijuana. 
Il giorno dopo il terremoto, il governatore della Baja California José Guadalupe Osuna ha chiesto al governo federale di dichiarare lo stato di emergenza. Il presidente Felipe Calderón visitò l'area di Mexicali lunedì 5 aprile per ispezionare i danni di prima mano.

### Stati Uniti d'America
Almeno 20 milioni di persone negli Stati Uniti e in Messico, inclusa la maggior parte della California meridionale, hanno sentito il terremoto. Sporadiche interruzioni di corrente sono state segnalate in tutta la California meridionale. I grattacieli sono stati scossi a San Diego, in California, a 180 chilometri (110 miglia) a nord-ovest dell'epicentro. Il terremoto ha rotto almeno due condotte idriche, una presso un grande magazzino Nordstrom nel Fashion Valley Mall e un'altra presso la Mission Bay High School. L'Aeroporto Internazionale di San Diego ha avuto una perdita d'acqua al Gate 33 nel Terminal 2, e il terminale è stato evacuato per circa 10 minuti a causa dei timori di una perdita di gas naturale. Il San Diego-Coronado Bridge sulla baia di San Diego fu chiuso per un breve periodo dalla California Highway Patrol come misura precauzionale. Lo Sheraton Hotel and Marina è stato evacuato quando sono state scoperte delle crepe nei piani e rioccupati una volta ritenuti sicuri. 
Il servizio elettrico è stato interrotto in gran parte della Imperial Valley. A Calexico, in California, il capo dei pompieri Peter Mercado disse che c'erano danni strutturali, linee del gas che perdevano e danni al sistema idrico della città, ma che nessuno fu ferito. Il tenente della polizia di Calexico, Gonzalo Gerardo, disse: "Downtown rimarrà chiuso fino a nuovo avviso. Sinceramente, dubito che si riaprirà presto. "Ci sono un sacco di crepe." Ci sono un sacco di vetri rotti. Non è sicuro per le persone andare lì."  Il confine di Calexico sulla California State Route 7 e una sezione dell'Interstate 8 furono entrambi chiusi. 
A El Centro, in California, sono state segnalate fughe di gas, rotture delle condutture dell'acqua e camini e balconi crollati. Un uomo fu ferito quando cadde durante il terremoto, e un altro uomo fu ferito quando un segno cadde su di lui. Un ospedale cittadino aveva così tanta gente che l'Esercito della salvezza mandò un camion con acqua e panini. 
Si è sentito nel centro di Los Angeles, dove non ci sono stati segnalazioni immediate di danni, anche se il corpo dei vigili del fuoco di Los Angeles è stato messo in allerta. È stato riferito che alcune persone sono state bloccate in un ascensore a Disneyland, Anaheim, e in un grattacielo di Century City a Los Angeles. Le giostre a Disneyland furono temporaneamente chiuse per ispezione. Nella zona di Yuma, in Arizona, 3.369 residenti hanno subito "un'interruzione relativamente momentanea" dal terremoto, "ma la maggior parte è tornata in servizio poco dopo".